# Жу-су-Монжу
Жу-су-Монжу́ (фр. Jou-sous-Monjou, окс. Jòu jos Monjòu) — коммуна во Франции, находится в регионе Овернь. Департамент — Канталь. Входит в состав кантона Вик-сюр-Сер. Округ коммуны — Орийак.
Код INSEE коммуны — 15081.
Коммуна расположена приблизительно в 440 км к югу от Парижа, в 100 км южнее Клермон-Феррана, в 18 км к востоку от Орийака.

## Население
Население коммуны на 2008 год составляло 112 человек.
| 1962 | 1968 | 1975 | 1982 | 1990 | 1999 | 2008 |
| ---- | ---- | ---- | ---- | ---- | ---- | ---- |
| 299  | 247  | 202  | 168  | 143  | 136  | 112  |

## Экономика

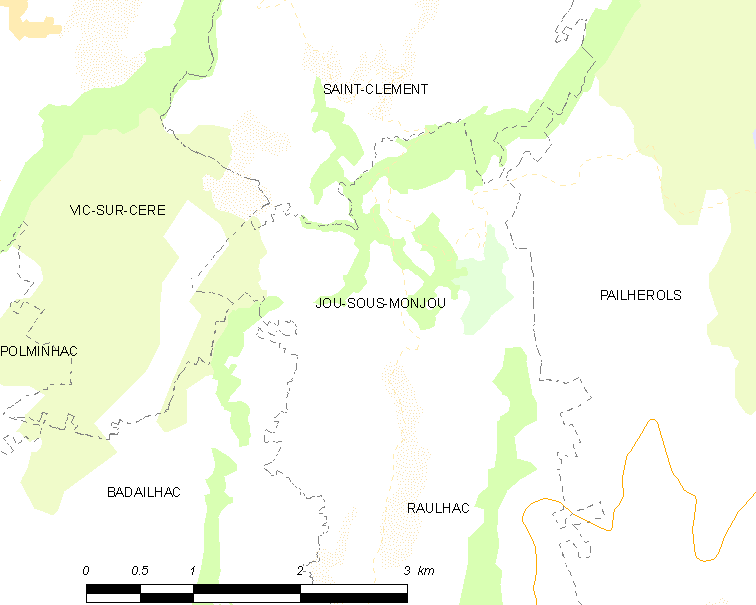
Карта коммуны

В 2007 году среди 71 человека в трудоспособном возрасте (15—64 лет) 52 были экономически активными, 19 — неактивными (показатель активности — 73,2 %, в 1999 году было 70,7 %). Из 52 активных работали 48 человек (30 мужчин и 18 женщин), безработных было 4 (1 мужчина и 3 женщины). Среди 19 неактивных 4 человека были учениками или студентами, 5 — пенсионерами, 10 были неактивными по другим причинам.

## Достопримечательности
- Церковь Успения Пресвятой Богородицы (XII век). Памятник истории с 1925 года[3]